# God Eater 3
God Eater 3 est un jeu vidéo de type action-RPG développé par Marvelous et édité par Bandai Namco Games, sorti en 2018 sur Windows, PlayStation 4, et sur Nintendo Switch en 2019. Il fait suite à Gods Eater 2 Rage Burst.

## Système de jeu
En 2050, des formes de vies mutantes, les Oracle Cells, déciment les organismes vivants sur terre. Dans les années 2070, une technologie permet de fusionner ces formes de vie à un être humain, le transformant en arme vivante. C'est cette arme que le joueur est amené à incarner, personnalisée à son gré. Un hub permet au joueur d'accepter des missions et de personnaliser son équipement entre chaque mission. Le coeur du jeu est de chasser les Oracle Cells à travers différentes missions à l'aide d'armes qui peuvent prendre chacune deux formes, utilisables quand le joueur le désire. Il est possible de débloquer des compétences venant améliorer les armes utilisées, les Arts de Salve, au fil de la progression. Le jeu dispose d'un mode coopératif en ligne afin de chasser des monstres plus résistants, puissants et agiles,,. 

## Accueil
Le jeu a reçu à sa sortie des avis plutôt positifs, malgré des avis divergents. Pour Jeuxvideo.com, le jeu mérite 16, le site appréciant l'histoire, l'accessibilité du titre ou encore le mode coopératif en ligne mais déplorant le fait que les God Eaters ne sont pas jouables ou encore des temps de chargement trop longs. Jeuxactu.com le note 14, appréciant les combats, le jeu en ligne ou encore l'intelligence artificielle travaillée, mais déplorant une mauvaise réalisation ou une interface fastidieuse. Gamekult lui attribue la note de 6, appréciant le jeu en ligne, les missions à plusieurs ou encore le combat, mais déplorant la réalisation dépassée, les cartes trop vides ou encore l'interface jugée hostile. L'agrégateur de critiques Metacritic lui décerne la note de 71, la presse spécialisée appréciant majoritairement l'ajout de nouvelles mécaniques, le combat ou encore le mode coopératif en ligne, mais déplorant également la réalisation dépassée, l'histoire parfois jugée pas assez intéressante ou encore le manque d'originalité comparé à Monster Hunter.